# Parnàs
|  | Aquest article tracta sobre la muntanya. Vegeu-ne altres significats a «Parnàs (mitologia)». |

El Parnàs (en grec: Παρνασσός, Parnassós) és una serralada de Grècia de pedra calcària situada a la regió de la Fòcida, prop de Delfos, al nord del golf de Corint. Té una altitud de 2.457 m. Parnàs s'esmenta a la literatura grega antiga. Moltes de les seves antigues comunitats són citades a la Ilíada d'Homer. Ha estat històricament especialment valuosa per a la nació grega i les primeres ciutats-estat gregues per moltes raons. Segons la mitologia grega, aquesta muntanya era la residència de les muses i estava consagrada a Apol·lo. Als seus peus hi havia l'oracle de Delfos i la font de Castàlia. El seu nom es relaciona amb l'heroi epònim Parnàs.
Ofereix unes vistes panoràmiques del camp, amb vistes a paisatges de muntanya. Els seus contraforts i valls ondulants acullen extensos boscos d'olivera, un cultiu comercial des de la prehistòria. La muntanya també és la ubicació de llocs històrics, arqueològics i altres llocs culturals, com Delfos enfilat als vessants meridionals de la muntanya en una vall del rift al nord del golf de Corint. El Parnàs està ple de senders per fer senderisme a les tres estacions càlides. A l'hivern tota la gamma està oberta a l'esquí, especialment des de les estacions d'Arachova. El desglaç de les seves neus és una font d'aigua municipal per a les comunitats del voltant. La muntanya està composta de pedra calcària, però també conté mineral d'alumini de bauxita, que és extret i processat. Durant la guerra, el Parnàs ha estat un centre de resistència si cal, proporcionant cobertura i refugi.

## Nom

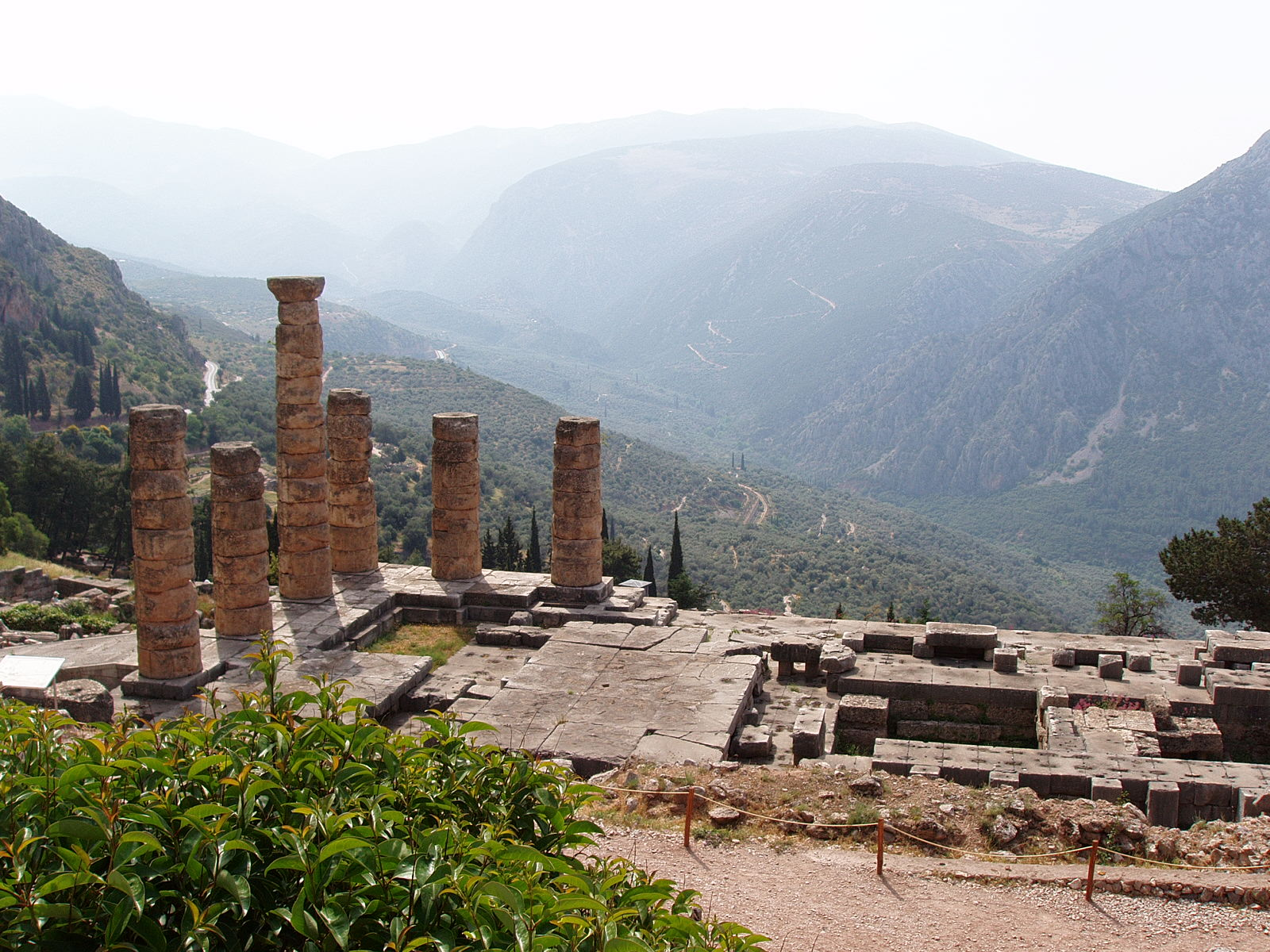
Temple d'Apol·lo sobre el mont Parnàs, prop de Delfos

El filòleg L. Palmer va suggerir que Parnàs és un nom format en la llengua luviana, una del grup de llengües anatòlies. Segons la seva opinió, el nom deriva de parnassas, l'adjectiu possessiu del mot luvi parna 'casa, temple', de manera que el nom significa efectivament la muntanya de la casa del déu. Aquesta etimologia, coherent amb la reputació de la muntanya com a sagrada, on es manifesta el poder de la divinitat, sempre ha estat considerada plausible, fins i tot pels crítics de la teoria. Palmer postula que alguns pobles pre-grecs eren anatolis, potser d'una onada de migració anterior, i que el seu país i les seves instal·lacions van ser ocupats pels proto-grecs.
La coherència, però, s'acaba aquí. Pel que fa a una possible preponderància de l'evidència, aquest mot continua essent isolat: no hi ha cap evidència històrica o arqueològica que lligui el nom a una presència d'Anatòlia. Revisant les possibilitats, G. Mylonas no va trobar res que lligués l'arqueologia al voltant de la muntanya amb res d'Anatòlia, i encara que s'ha detectat una probable connexió cretenca, no hi ha res que lligui els cretencs als luvis. El lineal A, l'escriptura dels minoics, encara no s'ha desxifrat. En resum, l'ètnia del poble o pobles pre-grecs després de moltes dècades d'estudis continua essent desconeguda, i encara no hi ha cap explicació de com i quan es va anomenar aquesta muntanya amb un nom luvià.

## Mitologia

Orfeu, vida i esdeveniments al Parnàs.

La mitologia local explica l'origen del nom del mont Parnass per un heroi homònim, Parnàs, fill del déu Posidó i de la nimfa Cleodora, i va ser criat per un pare humà, Cleopomp. Parnàs també hauria fundat la primera ciutat, Parnassos, submergida en el moment del diluvi de Deucalió. Els habitants de Parnassos haurien inventat l'endevinació observant el vol dels ocells. Els supervivents del diluvi van construir una altra ciutat, i la van anomenar Licorea, que en grec significa 'els udols dels llops'. Mentre Orfeu vivia amb la seva mare i les seves vuit belles ties al Parnàs, va conèixer Apol·lo, que cortejava la musa Talia. Aficionat a Orfeu, Apol·lo li va donar una petita lira daurada i li va ensenyar a tocar-la. La mare d'Orfeu li va ensenyar a escriure versos per cantar. Així com l'Oracle de Delfos era sagrat per al déu Apol·lo, també la muntanya mateixa es va associar amb Apol·lo. Segons una tradició, el Parnàs era el lloc de la font de Castàlia i la llar de les Muses; segons altres tradicions, aquest honor requeia en el mont Helicó, una altra muntanya de la mateixa serralada. Com a llar de les Muses, el Parnàs es va fer conegut com la llar de la poesia, la música i l'aprenentatge.

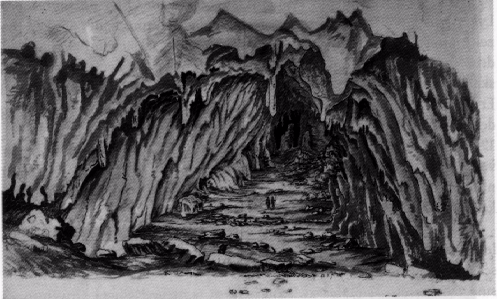
L'antre Corici

Als vessants del Parnàs es troba l'antre Corici, consagrat a Pan, i també va ser la llar de Pegàs, el cavall alat de Bel·lerofontes. També es deia que Orestes havia passar un temps amagat al mont Parnàs.
A l'Odissea també s'esmenta el Parnàs: és el lloc on l'heroi Odisseu va ser ferit per un senglar a la seva joventut. A les Metamorfosis d'Ovidi, al cim d'aquesta muntanya es troba «l'únic lloc a la terra que les aigües no haurien cobert» durant el diluvi causat pels déus, que atraca la barca de Deucalió.

## Ús metafòric

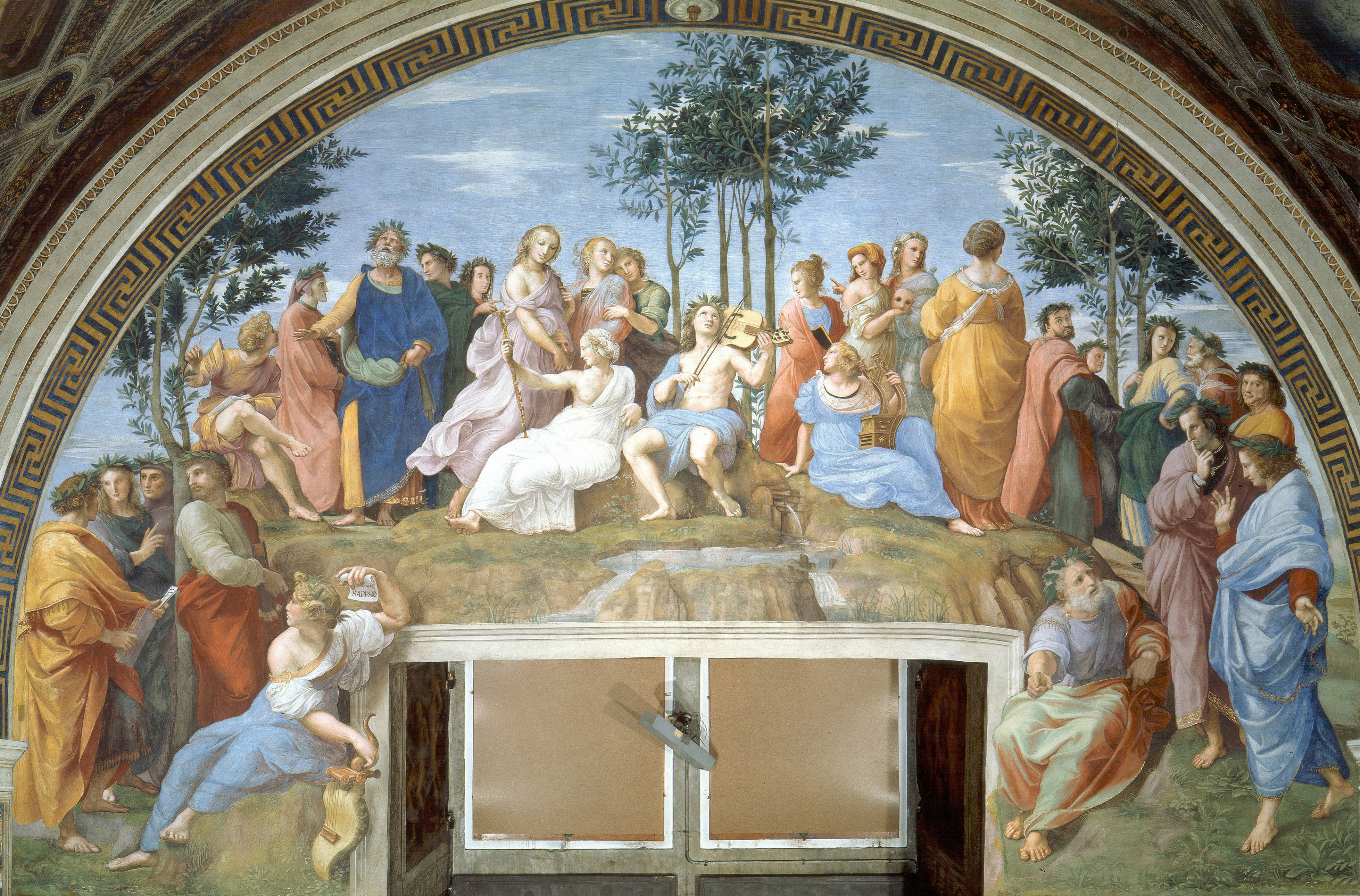
El Parnàs, c. 1509-1511, de Rafael

Pintura del mont Parnàs d'Edward Dodwell a Grècia, 1821El nom de parnàs en literatura fa referència al conjunt de poetes d'un poble o una època determinats. El crític i teòric del classicisme en literatura Boileau era conegut com "el legislador del Parnàs". Així, per exemple, el topònim parisenc Montparnasse (del francès Mont Parnasse, 'Mont Parnàs') al·ludeix a la gran quantitat d'estudiants de literatura que hi recitaven poesia pels carrers. Aquests estudiants del Barri Llatí havien batejat amb humor el Mont Parnasse, un munt de runa que formava, abans de 1725, un turó artificial a l'actual cruïlla entre el bulevard del Montparnasse i el bulevard Raspail.
El moviment literari de la segona meitat del segle xix pren el nom de Parnassianisme; aquest moviment està dirigida sobretot per Théophile Gautier, un antic romàntic, i defensa la doctrina de l'"art per l'art": un art desinteressat pel compromís i centrat en la bellesa de les paraules.

## Geologia i geografia
El Parnàs és una de les regions muntanyoses més grans de la Grècia continental i una de les muntanyes gregues més altes. S'estén per tres regions, a saber, Beòcia, la Ftiòtida i la Fòcida, on es troba la seva major part. La seva altitud és de 2.457 metres i el seu cim més alt és Liakouras. Al nord-oest està connectat amb el Mont Giona i al sud amb Kirphe.
La muntanya està delimitada a l'est per la vall del Cefís de Beòcia, i a l'oest per la vall d'Amfissa. Una característica geològica inusual del Parnassus són els seus rics jaciments de bauxita, que ha portat a la seva mineria sistemàtica des de finals dels anys 1930, provocant danys ecològics a part de la muntanya.

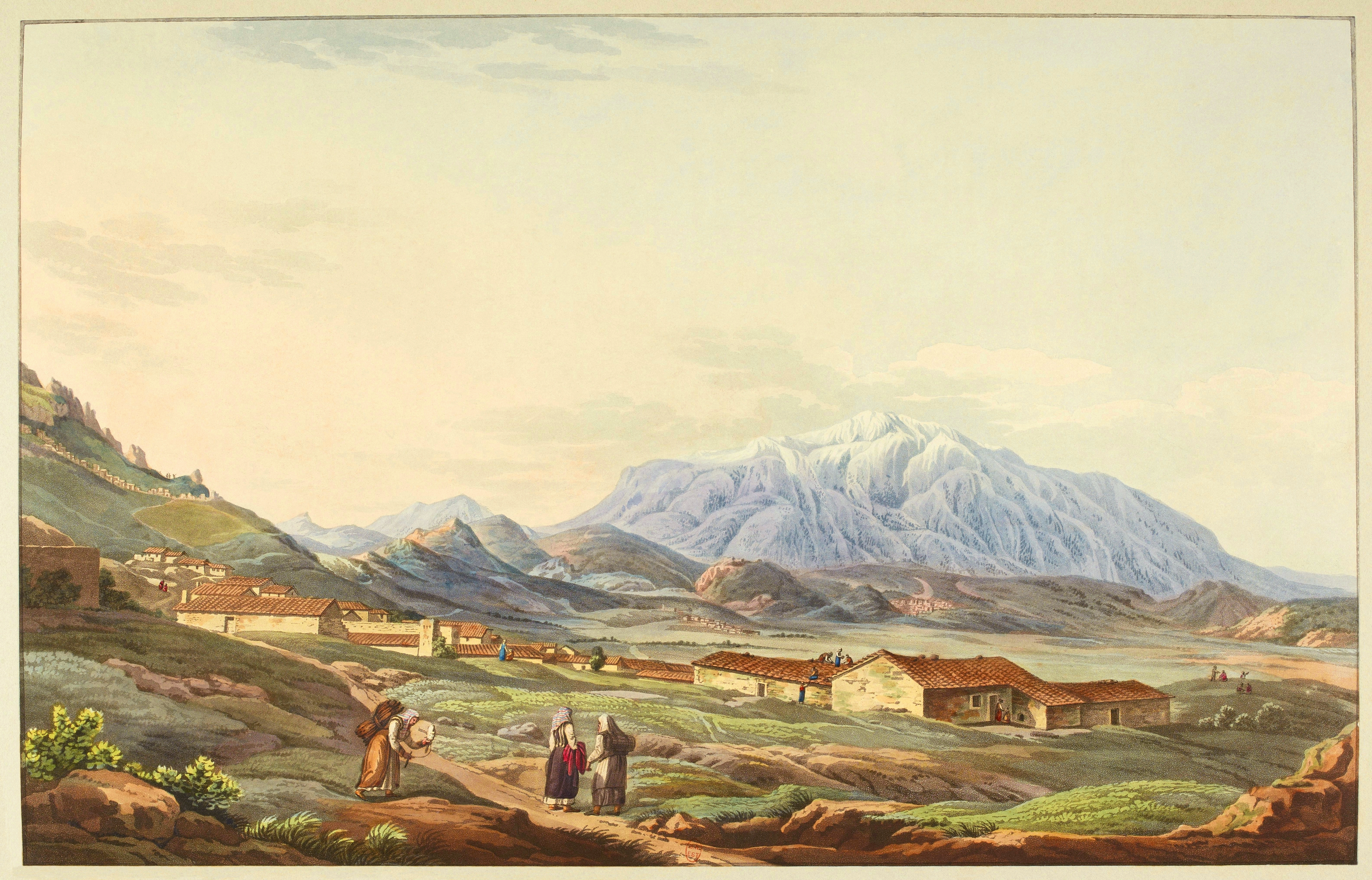
Mount Parnassus el 1821, per Edward Dodwell

## Parc Nacional
El Parc Nacional del Parnàs es va fundar l'any 1938. La idea del parc era preservar l'hàbitat natural, per a això calia gestionar els seus recursos naturals. Tanmateix, el parc no incloïa tots els terrenys considerats dins la serra. Es van ometre els cims més alts.
Al cap d'uns anys, el parc es va quedar desatès quan Grècia va dirigir la seva atenció cap a posar fi a l'ocupació alemanya i després, després de la Segona Guerra Mundial, resoldre la Guerra Civil grega. El Parnàs es trobava en una posició única per servir com a centre de resistència, com ho va fer per a la guerra d'independència grega. Les batalles es van lliurar a les valls que envoltaven la serralada.
Quan van acabar les guerres i la regió va tornar a ser un parc actiu, la nova ciència de l'ecologia va comportar canvis en l'administració del parc. Es van inventariar les espècies, es van identificar les endèmiques i en perill d'extinció i es va establir el concepte d'espai protegit. El Parc Nacional del Parnàs es va convertir en una àrea protegida per a les aus sota la "Directiva d'ocells". Posteriorment, es van definir altres proteccions en virtut d'altres lleis com exigeix la UE. Després de l'any 2000 es va convertir en Oros Parnassos, "Mont Parnàs", espai protegit Natura 2000 ID GR2410002. Els dos no són exactament idèntics. El parc nacional té uns 150 km². L'espai Natura 2000 és d'uns 344 km², que protegeix el terreny no cobert pel parc.
Entre les espècies de flora endèmica sota protecció es troben l'avet cefalònic i la peònia parnassiana (Paeonia parnassica). Al Parc es troben ocells rapinyaires, llops, senglars, teixons i mosteles.
El Parnàs és un massís calcari de les Hel·lenides, ric en bauxita, que ha estat intensament explotat des de finals dels anys 30, que ha produït danys en l'entorn local, al qual s’han afegit els vinculats a les estacions d’esquí de Kellária i Phtérólakka; ara, la major part del massís constitueix un espai natural protegit.

## Zona d’esquí

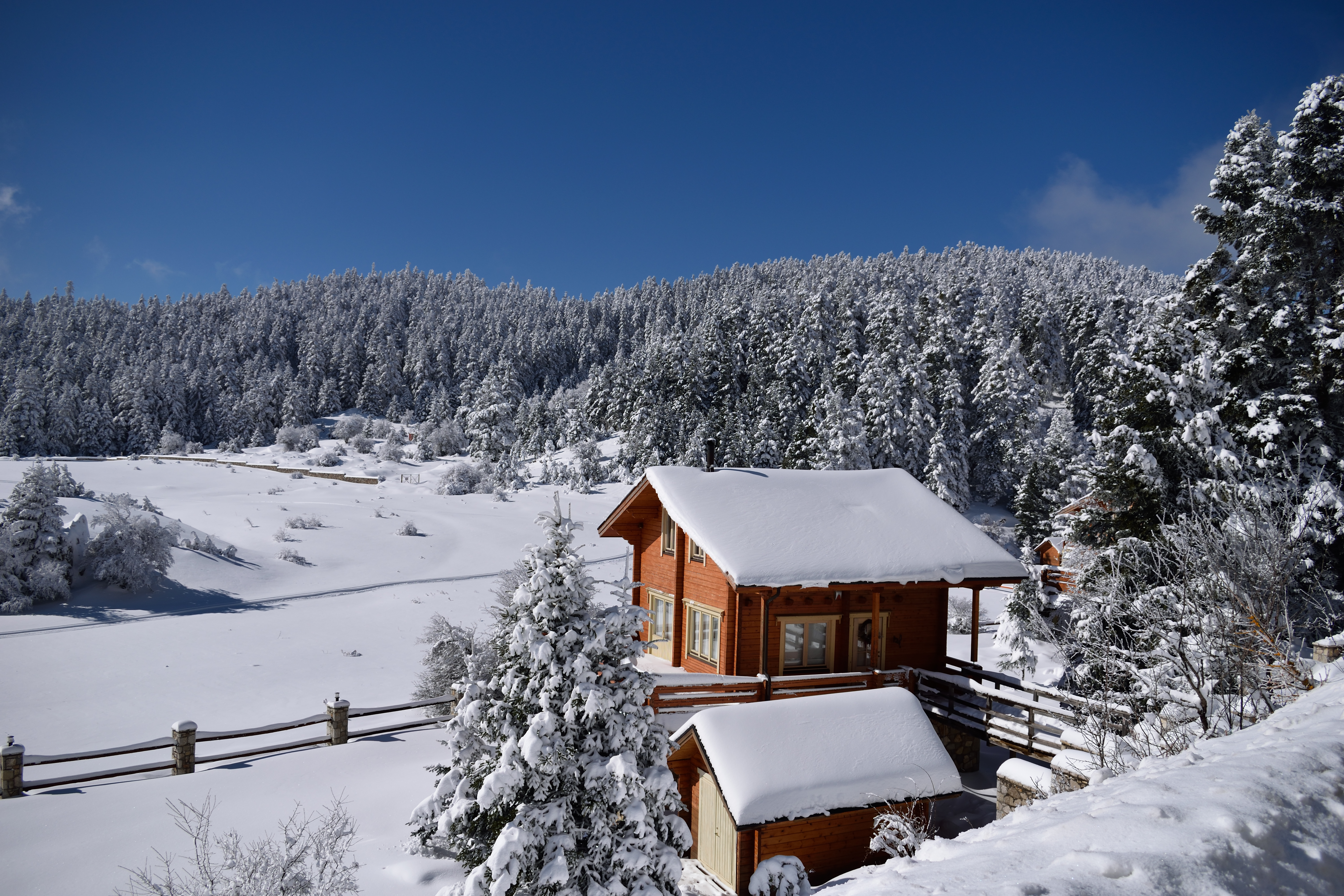
Vista de l'estació

Parnassos és també l'estació d'esports d'hivern més gran de Grècia. Es troba a 180 de la capital Atenes. Està format pels dos llocs de Kellária i Phtérólakka, units per remuntadors i pistes d’esquí.

### Kellária
El telecabina Afrodita connecta l’altiplà (1 750) amb 1 950. El complex també disposa d’un telecadira desmuntable amb un cabal horari de 2 500 personnes i 4 telecadires d’agafada fixa. La resta de remuntadors consisteixen en remuntadors.
El sender Vakhos està aprovat pel FIS.
Allà es pot practicar esquí fora de pista.

### Phterólakka
Els primers ascensors Parnassos s’hi van construir el 1976. Des de l’hivern de 1988, el telecadira Hermès ha relacionat el domini amb Kellária.
El rang d’altitud comença a 1 860. La pista dels Iniochos està homologada per la FIS.

### Hierodóvrachos
L'estació més petita de Hierodóvrachos ("de la roca sagrada") està unida per pistes a Kellária.
Parnassos no ofereix allotjament al lloc perquè va ser creat sobretot per contribuir al desenvolupament turístic dels municipis dels voltants, on l’oferta de lloguer és abundant.